# 알마르사

알마르사의 위치

알마르사(Almarza)는 스페인 카스티야이레온 지방의 주인 소리아주의 도시로, 인구는 609명(2004년 기준), 면적은 100km2이다.